# Jerzy Woy-Wojciechowski
Jerzy Marian Woy-Wojciechowski (ur. 9 sierpnia 1933 w Inowrocławiu) – polski lekarz, profesor nauk medycznych, a także działacz społeczny, pianista i kompozytor, wieloletni prezes Polskiego Towarzystwa Lekarskiego.

## Życiorys
W 1957 ukończył studia lekarskie na Akademii Medycznej w Warszawie. Uzyskiwał następnie stopnie doktora (1967) i doktora habilitowanego (1974) nauk medycznych. W 1992 otrzymał tytuł naukowy profesora. Specjalizował się w zakresie ortopedii i medycyny nuklearnej. W 1962 zastosował pionierską w Polsce metodę scyntygrafii do badania kości.
Zawodowo praktykował m.in. w Centralnym Szpitalu Klinicznym MSWiA. Był członkiem Rady Towarzystw Naukowych Polskiej Akademii Nauk. Kierował Zakładem Izotopów i następnie Zakładem Medycyny Nuklearnej Akademii Medycznej w Warszawie. Przez pięć lat stał na czele Polskiego Komitetu Narodowego UNICEF. Od 1975 przez dwanaście lat kierował Towarzystwem Lekarskim Warszawskim. W 1987 po raz pierwszy został prezesem Polskiego Towarzystwa Lekarskiego. Był wybierany na kolejne kadencje, pełniąc tę funkcję do 2015. W 1990 z jego inicjatywy został ustanowiony Medal Gloria Medicinae – najwyższe wyróżnienie przyznawane przez PTL.
Poza pracą naukową i zawodową związany także z działalnością artystyczną jako kompozytor i pianista. Uczył się gry na fortepianie w Podstawowej Szkole Muzycznej i w Średniej Szkole Muzycznej we Włocławku. Przez trzydzieści lat społecznie prowadził Teatrzyk Piosenki Lekarzy Eskulap. Skomponował ok. 200 piosenek, w tym Goniąc kormorany wykonywaną przez Piotra Szczepanika, a także utwory wykonywane przez Irenę Santor, Jerzego Połomskiego, Ewę Śnieżankę, Waldemara Koconia, Marylę Rodowicz i Danę Lerską. Jest także kompozytorem muzyki m.in. do parunastu filmów krótkometrażowych i telewizyjnych (m.in. Piąta rano, We dwoje). Wystąpił gościnnie jako aktor w filmie Wirus (1996).
W wyborach w 1989 bez powodzenia ubiegał się jako kandydat niezależny o mandat senatora w województwie warszawskim.

## Odznaczenia i wyróżnienia
- Krzyż Komandorski z Gwiazdą Orderu Odrodzenia Polski (2011)[10]
- Krzyż Oficerski Orderu Odrodzenia Polski (2001)[11]
- Krzyż Kawalerski Orderu Odrodzenia Polski (1985)[12]
- Złoty Krzyż Zasługi (1975)[12]
- Srebrny Krzyż Zasługi (1968)[12]
- Medal 100-lecia Odzyskania Niepodległości (2019)[13]
- Odznaka „Zasłużony Działacz Kultury” (1966)[12]
- Odznaka honorowa „Za wzorową pracę w służbie zdrowia” (1967)[12]
- Złota Odznaka honorowa „Za Zasługi dla Warszawy” (1970)[12]
- Srebrna Odznaka Honorowa PCK III stopnia (1983)[12]
- Brązowa Odznaka Honorowa PCK IV stopnia (1975)[12]
- Medal Gloria Medicinae (1991)[12]
- Złota Odznaka „Zasłużony Działacz ZZPSZ” (1971)[12]
- Srebrna Odznaka „Zasłużony Działacz ZZPSZ” (1964)[12]
- Krzyż Wielki Orderu Świętego Stanisława (2009)[12]